# Forster von Philippsberg

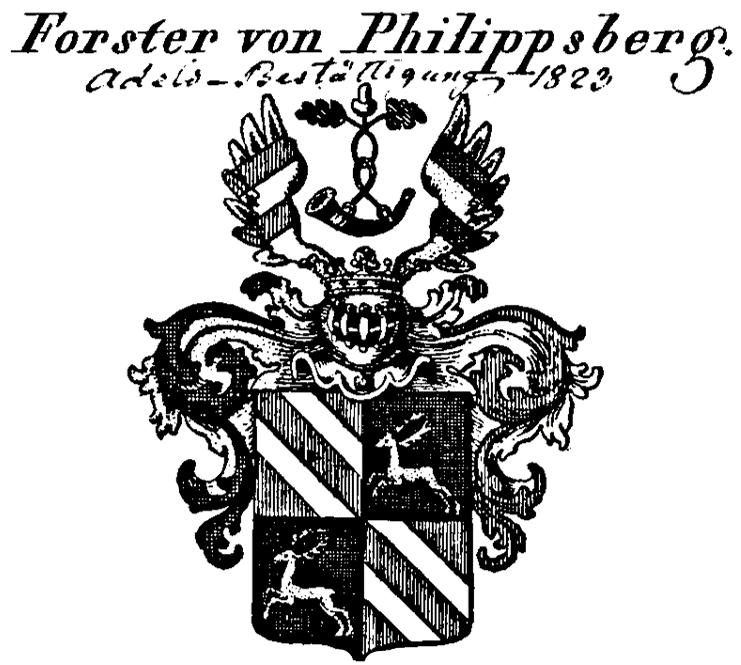
Wappen der Forster von Philippsberg bei Konrad Tyroff

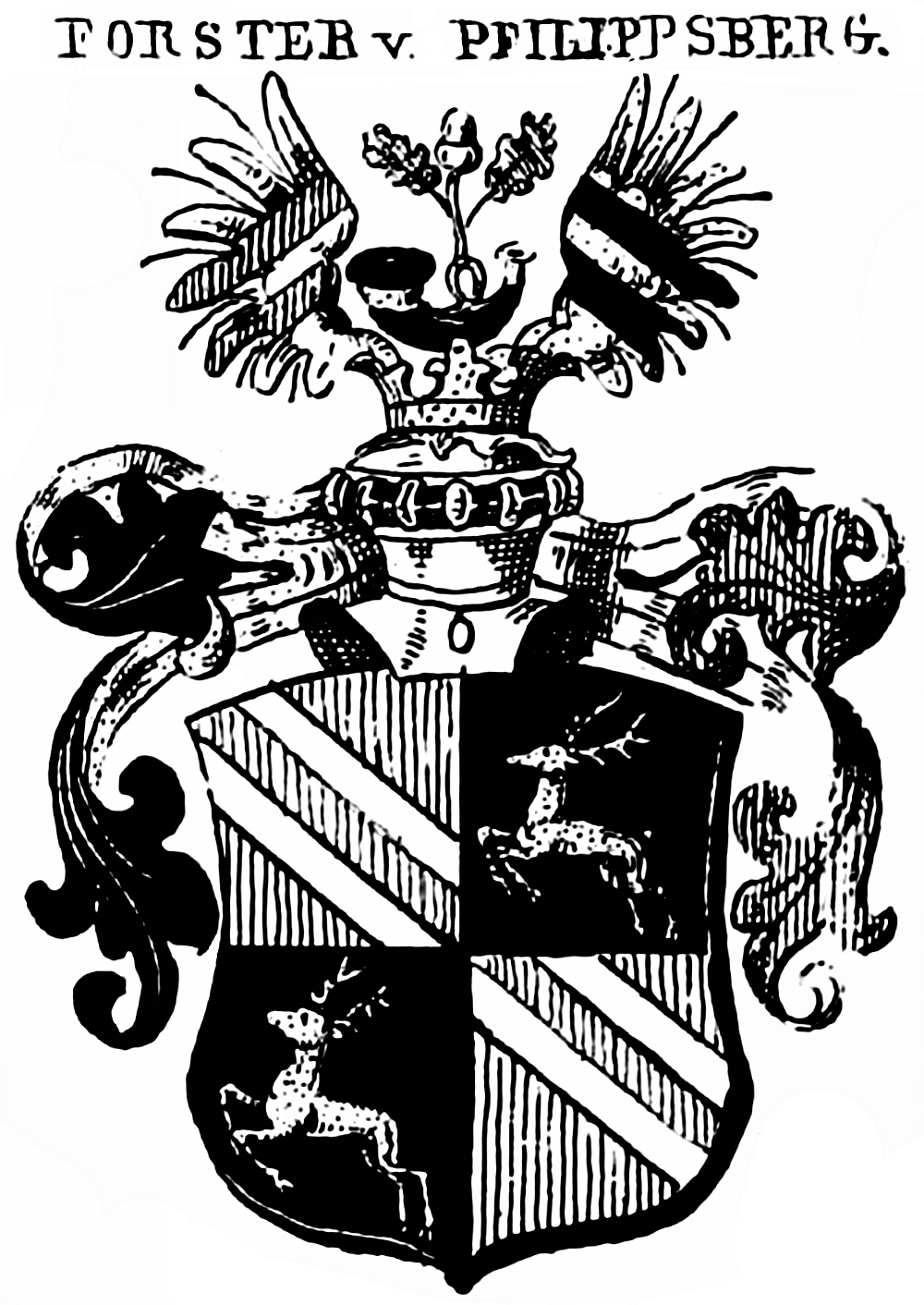
Wappen der Forster von Philippsberg in Siebmachers Wappenbüchern

Die Forster von Philippsberg sind ein bayerisches Adelsgeschlecht des Briefadels.

## Geschichte
Eine Familie der Forster, ein im deutschen Sprachraum zahlreich vertretener Familienname, stammte aus dem Gebiet des späteren Großherzogtum Posen, aus welcher ein kaiserlicher Feldhauptmann von Kaiser Maximilian I. am 5. Juli 1508 ein Adelsdiplom erhielt. Als dessen Nachkommen wurde dem königlich bayerischen Kammerherrn und Rittmeister der Garde-Du-Corps zu Pferd Gottfried Ernst Forster von Philippsberg für sich und seine Familie von der bayerischen Krone der Adel und das Wappen mit dem Prädikat „von Philippsberg“ am 28. März 1823 bestätigt.
Die Familie ist heute in drei Linien geteilt, die in Österreich, Bayern und in der Schweiz leben, zu deren Namensträger nichts Näheres bekannt ist.
Eine Verwandtschaft zu dem böhmisch-österreichischen Beamten und Minister Zdenko von Forster zu Philippsberg (1860–1922), dessen Vater Emanuel 1873 als „von Forster“ den Adelstand erhielt und welcher seit 1909 in den Freiherrnstand mit dem Prädikat „von Phillipsberg“ erhoben wurde, ist nicht nachzuweisen.

## Wappen
Blasonierung des Wappens von 1823: Geviert. Felder 1 und 4 in Rot zwei silberne Schräglinksbalken (zuweilen auch von Silber und Rot dreimal geteilt). Felder 2 und 3 in Schwarz ein springender goldener Hirsch. Auf dem gekrönten Helm mit rechts schwarz-goldenen und links rot-silbernen Helmdecken ein offener Flug, rechts silbern mit zwei roten, links golden mit zwei schwarzen Schrägbalken; dazwischen ein schwarzes Hüfthorn mit goldenen Spangen und Schnüren, oben mit einem Eichenzweig besteckt.